# Olga Liashenko

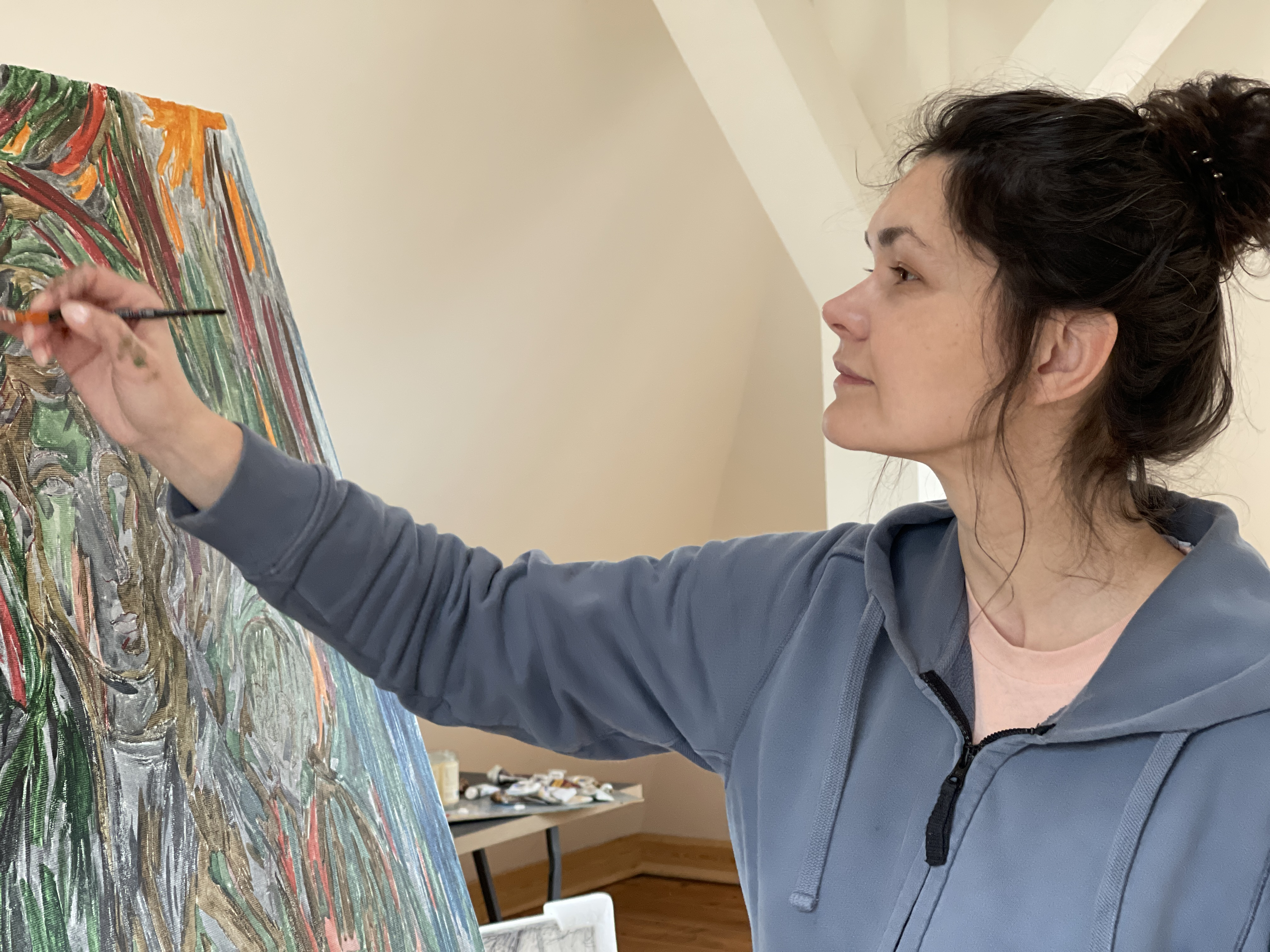
Olga Liashenko

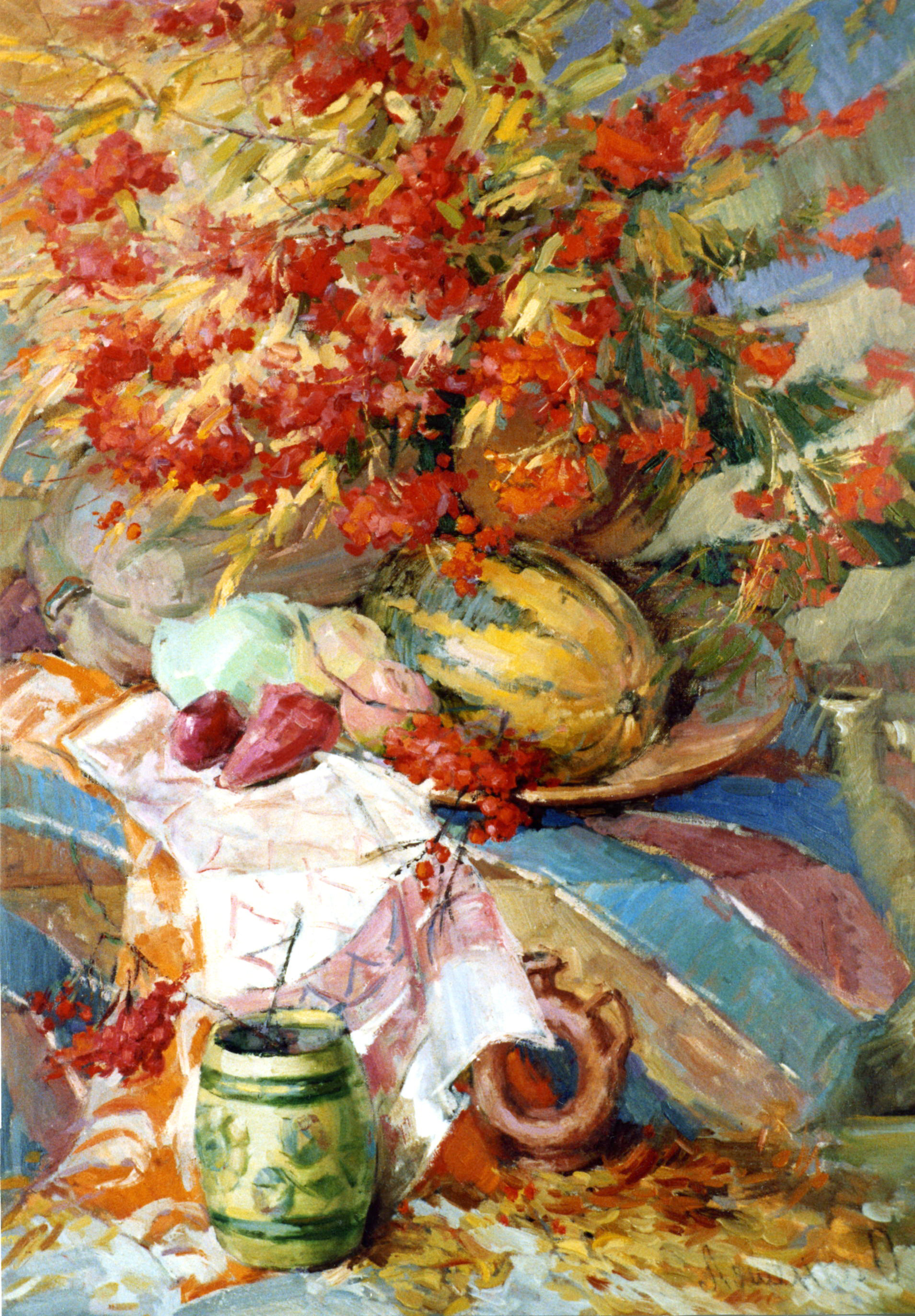
Ukrainischer Herbst 2004, Ölmalerei (Studienarbeit)

Olga Liashenko (ukrainisch О́льга Ляшенко Olha Ljaschenko; * 27. Juli 1979 in Charkiw, Ukrainische SSR, Sowjetunion) ist eine in Deutschland lebende ukrainische Malerin und Ikonenmalerin.

## Leben
Olga Liashenko studierte von 1996 bis 1999 an der Staatlichen Fachschule für Bildende Kunst Charkiw und wurde dort zur Malerin ausgebildet. 1999 begann sie das Studium an der Staatlichen Akademie für Design und Kunst Charkiw. Neben Kunstgattungen wie Malerei und Zeichnung erlernte sie das Kunsthandwerk Ikonenmalerei. 2006 beendete Olga Liashenko das Studium mit Auszeichnung als ausgebildete akademische Malerin und Ikonenmalerin.
Anfang Oktober 2010 zog sie nach Deutschland um, um ihr zweites Studium an der Fachhochschule Erfurt (FHE) an dem Fachbereich Konservierung und Restaurierung mit Studienschwerpunkt Wandmalerei und Architekturfassung zu starten. Von 2012 bis 2014 wurde Olga Liashenko in das Programm Deutschlandstipendium aufgenommen. Mit dem Hochschulabschluss wurde ihr der akademische Grad Master of Arts verliehen.
Olga Liashenko malt in Bayern/Franken.

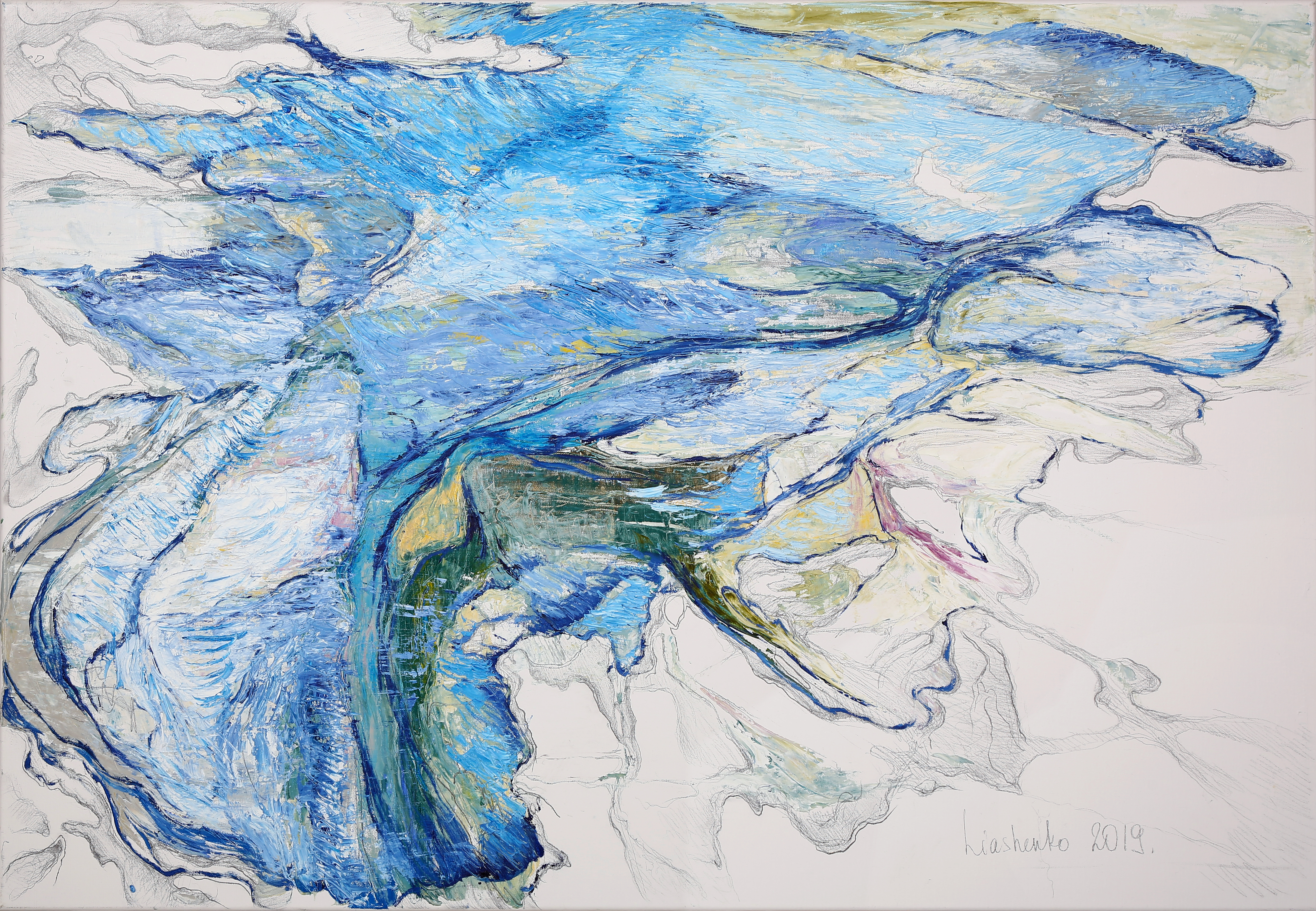
'’Main.Leben'’ 2019, Mixed Media

## Malerei
Bereits während der Studienzeiten schöpfte Olga Liashenko künstlerische Inspiration aus den Werken von Leonardo da Vinci, Gerhard Richter und Marko Geiko. In diesem Zeitraum widmete sie sich der sommerlichen Freilichtmalerei auf der Krim. Für ihre Diplomarbeit schuf Olga Liashenko ein großformatiges Gemälde namens „Pascha“, das christlicher Thematik gewidmet ist. 1998 bis 2010 nahm sie an verschiedenen Kunstausstellungen in der Ukraine und Russland teil.
Im Laufe der Zeit veränderte sich ihre Malweise von der Ölmalerei in akademischer Tradition zu Mixed Media. April 2010 erhielt Olga Liashenko eine Jury-Auszeichnung von Boris Mikhailov (Fotograf) bei dem internationalen Festival „Non Stop Media V“, welches die Städtische Galerie Charkiw als Biennale veranstaltet.
Ihr Schaffen entwickelte sich von Realistischer bis hin zu Figurativer und Abstrakter Kunst. In diesem Wandel sind die Kunststile nicht mehr eindeutig voneinander abzugrenzen. Zunehmend widmete sich Olga Liashenko der künstlerischen Tätigkeit in Deutschland. Seit 2017 ist sie Mitglied im Bundesverband Bildender Künstlerinnen und Künstler (BBK). 2020 präsentierte sie ihr Werk in der Ausstellung des Kunstpreises des Landkreises Haßberge.
Parallel zu der Veränderung der Maltechnik vollzog sich eine thematische Umorientierung. Neben klassischen Darstellungen der Landschaften und Stillleben kristallisierten sich weitere Themen heraus. Sie arbeitet an den verschiedensten Werkreihen, welche zugleich ihren Individualstil ausmachen. Nunmehr wendete sich Olga Liashenko den aktuellen und sinnstiftenden Themen zu.

## Ikonenmalerei

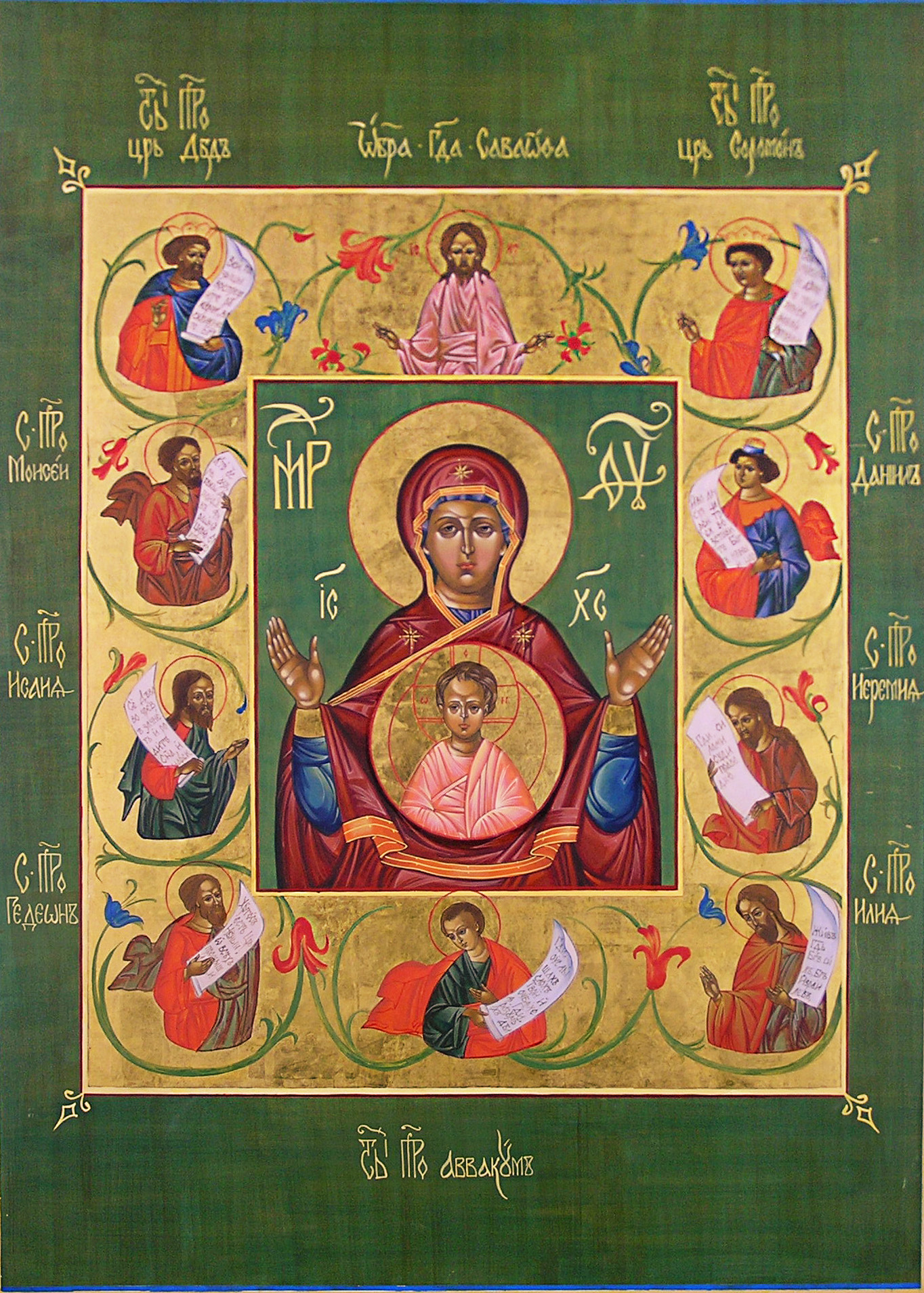
Znamenie. Kurskaja Korennaja 2005, Eitempera, Vergoldung, Christi-Geburt-Kirche, Ulanok bei Kursk Russland

Im Alter von 13 Jahren malte Olga Liashenko ihre erste Marienikone. Später im Rahmen ihrer Ausbildung erlernte sie die Techniken der Ikonenmalerei, unter anderem Tempera. Im Rahmen ihrer Magisterarbeit schieb Olga Liashenko die Ikone „Znamenie. Kurskaja Korennaja“ für die Christi-Geburt-Kirche in Ulanok bei Kursk in Russland. Im mittleren Ikonenbereich ist die Muttergottes vom Zeichen umgeben von Heiligen und pflanzlichen Ornamenten dargestellt.
Beim Schreiben der Ikone verwendet sie Bilderkanone, welche an die byzantinische Ikonographie angelehnt sind. Olga Liashenko malt in Eitempera auf Holz, wobei die Farben aus natürlichen Pigmenten hergestellt werden. Das Vergolden der Heiligenscheine wird traditionell mit Blattgold ausgeführt.

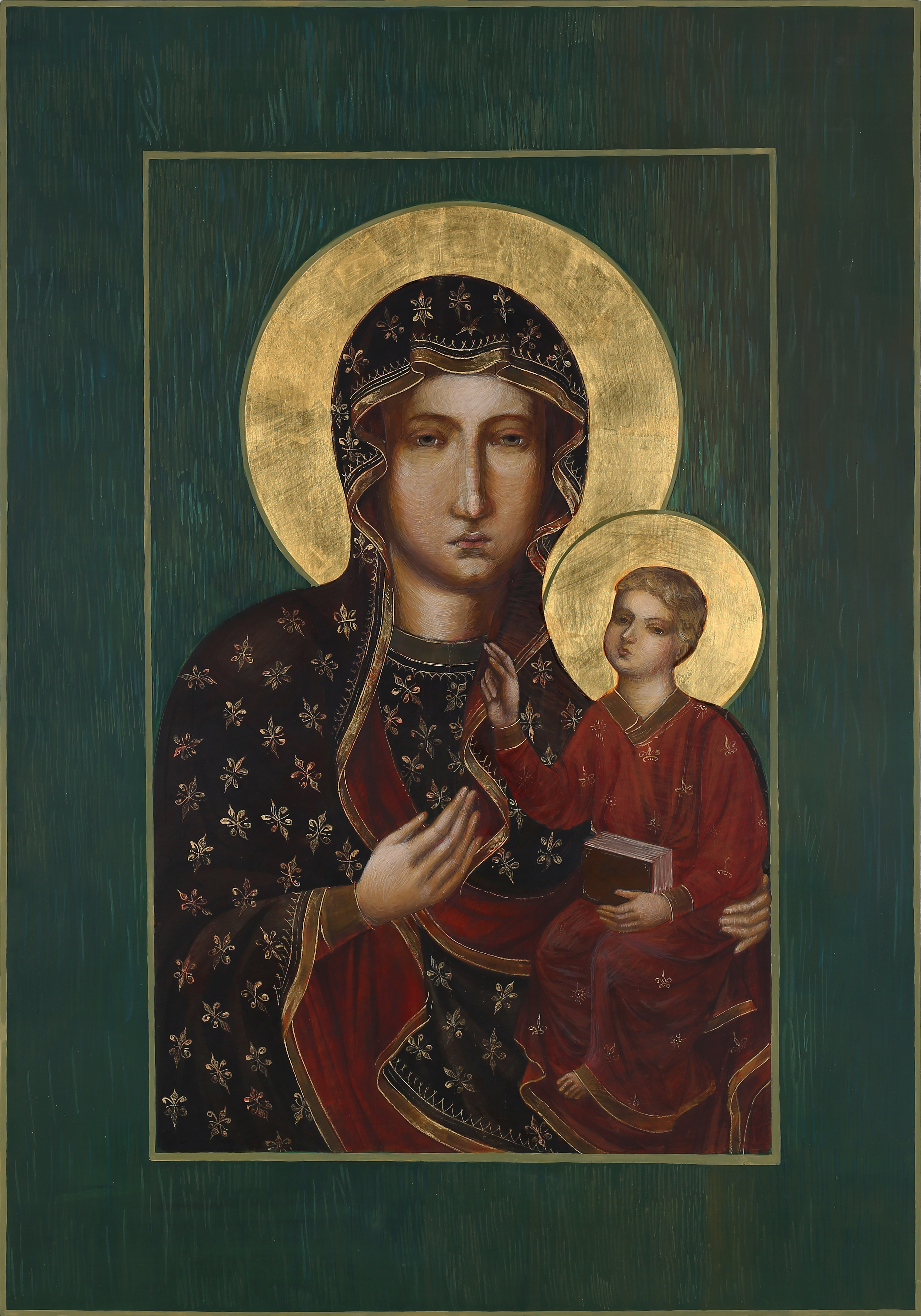
Schwarze Madonna von Tschenstochau 2021, Eitempera, Vergoldung

2012–2013 schuf sie die Ikonostase für das Elezkij-Mariä-Entschlafens-Kloster in Tschernihiw, Ukraine. Bei ihrer Gestaltung nahm die Ikone „Jesus Christus auf dem Thron“ traditionell einen zentralen Platz ein. Neben der Majestas Domini sind hier ganzfigürliche Deësis-Ikonen mit den zahlreichen Heiligen sowie die Erzengel in Medaillons dargestellt.

## Ausstellungen (Auswahl)
- 2010: Non Stop Media V, Städtische Galerie, Charkiw Ukraine (Katalog)[5]
- 2014: Beskidzkie Integracje Sztuki VIII, Galerie Kukuczka, Istebna Polen (Katalog)[6]
- 2016–2017: Galerie Kunsthandwerkerhof, Königsberg Bayern[7]
- 2017: Zeigt her eure …, BBK-Galerie im Kulturspeicher, Würzburg Bayern
- 2018: Farben-Glanz, Kunsthaus, Haßfurt Bayern[8]
- 2018: Krokodil in der Suppe, BBK-Galerie im Kulturspeicher, Würzburg Bayern
- 2019: Neuaufnahmen / Die Neuen, BBK-Galerie im Kulturspeicher, Würzburg Bayern[9]
- 2019–2020: Ikonen – Geschriebene Bilder, Museum Stadt Miltenberg, Miltenberg Bayern[10]
- 2020: PositivWir, Klinikum Coburg, Coburg Bayern
- 2020: H2O – Lebenselixier im Landkreis Haßberge, Museum Schloss Oberschwappach (nicht das Heimatmuseum im Schloss Oberschwappach), Knetzgau Bayern (Begleitheft)[11]
- 2021: Frauentag 2021, BBK-Galerie online, Würzburg Bayern (Postkarten[12], Kunstkalender: Unendlich Frau[13])
- 2021: Welle, BBK-Galerie im Kulturspeicher, Würzburg Bayern
- 2021: was bleibt, Heidelberger Forum für Kunst, Heidelberg Baden-Württemberg (Katalog)[14]
- 2021: Sommerausstellung BBK-Unterfranken, Neue Galerie im Kloster Bronnbach, Wertheim Baden-Württemberg
- 2021: Natur – Mensch 2021, Sankt Andreasberg, Nationalpark Harz, Niedersachsen (Katalog)[15]